# إبراهيم المشوخي
إبراهيم سليمان المشوخي (30 يونيو 1949 - ) هو كاتب أردني وعضو مجلس النواب الرابع عشر في البرلمان الأردني. 

## حياته ونشأته
ابراهيم سليمان سلمان المشوخي من مواليد رفح في غزة لعام 1949، درس لغاية المرحلة الثانوية في فلسطين ثم انتقل إلى الأردن عام 1967.

## مسيرته
- أسس «دار المنار للنشر والتوزيع» عام 1970.

- شارك في العمل السياسي عام 2003 من خلال تمثيله لجبهة العمل الإسلامي في البرلمان الأردني في دورته الرابعة عشر.
- كما شارك في تأسيس جمعية بئر السبع الإسلامية الخيرية ورئسها لعشرة أعوام.[3]

## مؤلفاته
ألف عدة كتب أهمها «آفات اللسان» وكتاب «المهدي المنتظر».

## تحقيقات
افرج مدعي عام محكمة امن الدولة الاردنية امس عن نائب اسلامي كان الى جوار ثلاثة نواب آخرين قدموا العزاء في الارهابي ابو مصعب الزرقاوي، بينما قرر احالة الثلاثة الآخرين الى محكمة امن الدولة بتهمة المس بالوحدة الوطنية واثارة النعرات الطائفية والمذهبية بين مكونات المجتمع.
وبرر المدعي العام قراره بأن زيارة النائب ابراهيم المشوخي الى بيت العزاء 'لا تشكل جريمة تستدعي الملاحقة القانونية' لأن زيارته كانت لجهة الواجب العشائري.
واحال المدعي العام ملفظ النواب محمد ابو فارس وعلي ابو السكر وجعفر الحوراني الى محكمة امن الدولة للسير بإجراءات المحاكمة على خلفية الزيارة، ووصف احدهم اياه ب 'الشهيد' و'المجاهد' والتي في حال ادانتهم قد تصل عقوبة حبسهم من ستة اشهر الى ثلاث سنوات. 